# Motion Sickness: Live Recordings
A Motion Sickness: Live Recordings a Bright Eyes koncertalbuma, amelyet 2005. november 15-én adott ki a Team Love Records az Egyesült Államokban és a Saddle Creek Records Európában. Az alkotás a 2005 első felében, az I’m Wide Awake, It’s Morning album népszerűsítésére adott koncerteket dolgozza fel, valamint hallható rajta egy-egy feldolgozás Leslie Feisttől és Elliott Smith-től. A kiadáshoz mellékeltek egy 24 oldalas turnénaplót is, melynek szerzője Jason Boesel, aki feltűnt a Bright Eyes fellépésein, valamint a Rilo Kiley indie zenekarnak is tagja volt.
Az album a Team Love Records 6. kiadványa.

## Számlista
Az összes dal szerzője Conor Oberst, kivéve, ahol jelezve van. 
| 1.    | At the Bottom of Everything                    |               | 3:44 |
| 2.    | We Are Nowhere and It’s Now                    |               | 4:01 |
| 3.    | Old Soul Song (For the New World Order)        |               | 4:07 |
| 4.    | Make War (Short Version)                       |               | 0:43 |
| 5.    | Make War                                       |               | 5:41 |
| 6.    | A Scale, a Mirror and Those Indifferent Clocks |               | 2:22 |
| 7.    | Landlocked Blues                               |               | 5:51 |
| 8.    | Method Acting                                  |               | 3:41 |
| 9.    | Train Under Water                              |               | 5:59 |
| 10.   | When the President Talks to God                |               | 3:27 |
| 11.   | Road to Joy                                    |               | 5:56 |
| 12.   | Mushaboom                                      | Leslie Feist  | 2:44 |
| 13.   | True Blue                                      |               | 5:43 |
| 14.   | Southern State                                 |               | 4:40 |
| 15.   | The Biggest Lie                                | Elliott Smith | 2:48 |
| 61:32 |                                                |               |      |

## Közreműködők

### Bright Eyes
- Conor Oberst – ének, gitár, orgona, wurlitzer
- Mike Mogis – elektromos gitár, rezonátoros gitár, pedal steel gitár, csörgődob, mandolin
- Nate Walcott – orgona, trombita, wurlitzer

### Más zenészek
- Alex McManus – ének, gitár
- Jason Boesel – dob
- Jesse Harris – gitár
- Nick White – orgona, wurlitzer
- Stefanie Drootin – basszusgitár

## Fordítás
Ez a szócikk részben vagy egészben  a   Motion Sickness című angol Wikipédia-szócikk ezen változatának fordításán alapul.  Az eredeti cikk szerkesztőit annak laptörténete sorolja fel. Ez a jelzés csupán a megfogalmazás eredetét és a szerzői jogokat jelzi, nem szolgál a cikkben szereplő információk forrásmegjelöléseként.